# Thundersteel
Thundersteel è un album discografico del gruppo musicale statunitense Riot, pubblicato nel 1988 dalla SST Records.

## Il disco
Riconosciuto dalla stampa di settore come un classico del genere, nonché uno dei capisaldi del power metal di stampo americano, il disco segna il ritorno dei Riot dopo un periodo di inattività durato cinque anni, durante i quali Reale allestì una formazione chiamata Narita (che includeva tra i musicisti Don Van Stavern, proveniente dagli S.A. Slayer) che realizzò alcuni brani in seguito riutilizzati per l'album (tra cui Thundersteel e Bloodstreets, quest'ultima caratterizzata da un videoclip in cui si alternano immagini del gruppo a colori e in bianco e nero).Una curiosità, alla fine dell'ultimo brano si sente una voce femminile dire in italiano: In due andiamo in macchina, non entrate.......

## Tracce
1. Thundersteel (Mark Reale, Don Van Stavern) - 3:49
2. Fight or Fall (Van Stavern) - 4:25
3. Sign of the Crimson Storm (Reale) - 4:40
4. Flight of the Warrior (Tony Moore, Reale, Van Stavern) - 4:17
5. On Wings of Eagles (Moore, Reale, Van Stavern) - 5:41
6. Johnny's Back (Moore, Reale, Van Stavern) - 5:32
7. Bloodstreets (Moore, Reale) - 4:39
8. Run for Your Life (Moore, Reale, Van Stavern) - 4:08
9. Buried Alive (Tell Tale Heart) (Moore, Reale, Van Stavern, Bobby Jarzombek, Steve Loeb, Bob Held) - 08:55

## Formazione

### Gruppo
- Tony Moore - voce
- Mark Reale - chitarra
- Don Van Stavern - basso
- Bobby Jarzombek - batteria

### Altri musicisti
- Mark Edwards - batteria nelle tracce 2, 3, 5 e 7